# Mario Ćuže
Mario Ćuže (ur. 24 kwietnia 1999 w Metkoviciu) – chorwacki piłkarz grający na pozycji napastnika.

## Kariera piłkarska

### Kariera klubowa
Wychowanek klubów ONK Metković, NK Neretva i Dinamo Zagrzeb, w barwach drugiej drużyny którego w 2017 rozpoczął karierę piłkarską. 15 lipca 2019 został wypożyczony na pół roku do NK Istra 1961. 12 sierpnia 2020 został wypożyczony na pół roku do NK Lokomotiva Zagrzeb, ale już 19 października 2020 wrócił z wypożyczenia. 6 lutego 2021 został wypożyczony do SK Dnipro-1.

### Kariera reprezentacyjna
W latach 2014–2017 występował w juniorskiej reprezentacji Chorwacji. Od roku 2019 broni barw młodzieżowej reprezentacji Chorwacji.

## Sukcesy i odznaczenia

### Sukcesy klubowe
Dinamo Zagrzeb
- mistrz Chorwacji: 2019/20